# Jazzband

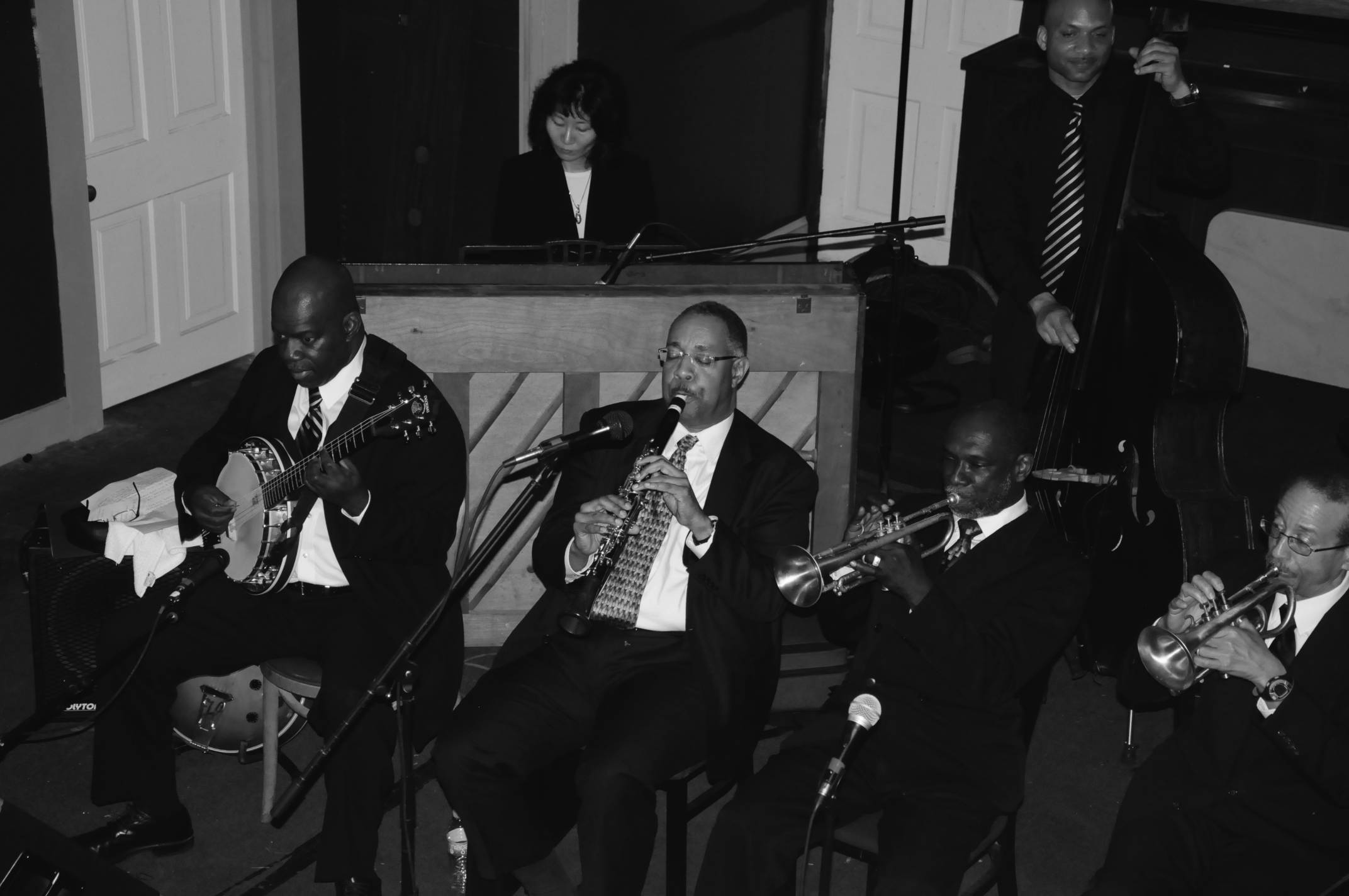
Maison Jazz Band

Een jazzband of jazzcombo is een muziekgezelschap dat jazz speelt, bestaande uit een ritmesectie en een melodiesectie.

## Samenstelling
RitmesectieDe ritmesectie bestaat meestal uit drums, contrabas (of tuba), gitaar (of banjo), en piano.
MelodiesectieDe  melodiesectie omvat doorgaans trompetten, trombones, klarinetten en saxofoons.

## Geschiedenis

### Vroege marsorkesten en jazzbands
Vroege New Orleans-jazzbands waren marsorkesten (marching bands) die speelden tijdens optochten, begrafenissen, picknicks en andere gelegenheden. Het instrumentarium bestond vaak uit twee trommels (bass en side), een of twee trompetten, een trombone, een klarinet en een tuba. Toen jazzbands ook in nachtclubs begonnen te spelen, werd een piano toegevoegd; de drums werden nu gespeeld door slechts één muzikant en de banjo, die vroeger optioneel was, werd een permanente toevoeging. De tuba werd soms vervangen door een contrabas.

### Jaren 20
In de jaren 1920 begonnen de "bigbands" te verschijnen. Ze hadden meestal een kopersectie van twee trompetten en een trombone, een saxofoonsectie van twee alten en een tenor (met af en toe een partij op sopraansaxofoon en klarinet), en de oorspronkelijke vierdelige ritmesectie.

### Jaren 30
In de jaren 1930 vervingen de bas en de gitaar de tuba en de banjo, het aantal trombones verhoogde tot drie, en de saxofoons tot vier. In 1940 waren er soms vier of vijf trompetten, vier trombones en vijf saxen, de ritmesectie bleef ongewijzigd.

## Enkele bekende jazzbands
King Oliver and his Creole Jazz Band, Jelly Roll Morton and his Red Hot Peppers, Louis Armstrong and his Hot Seven, Fletcher Henderson Orchestra, Duke Ellington Orchestra, Count Basie Orchestra, Benny Goodman Orchestra, Dizzy Gillespie-Charlie Parker Quintet, Gerry Mulligan, Modern Jazz Quartet, Miles Davis Quintet, Jazz Messengers, John Coltrane Quartet, Bill Evans Trio, Herbie Hancock's Headhunters,  World Saxophone Quartet.   